# بلانش مونييه
بلانش مونييه، (بالفرنسية: blɑ̃ʃ mɔnje)، (1 مارس/آذار 1849 - 13 أكتوبر/تشرين الأول 1913)، كثيراً ما تعرف في فرنسا باسم «محبوسة بواتييه»، كانت امرأة من مدينة بواتييه، في وسط غرب فرنسا، احتجزتها أمها «الأرستقراطية» سراً في غرفة صغيرة لمدة 25 عاما. وفي نهاية المطاف عثرت عليها الشرطة، في الخمسينات من العمر تقريبا، في حالة مزرية وقذرة. ووفقا لما ذكره المسؤولون، لم تشاهد مونييه ضوء الشمس أبدا طوال فترة أسرها.

## السيرة الشخصية
كانت مونييه ناشطة إجتماعية فرنسية من عائلة برجوازية محافظة ومحترمة في بواتييه، من أصول نبيلة قديمة. كانت مشهورة بجمالها، وتقدم لها العديد قصد الزواج. في عام 1874، وفي سن 25، رغبت في الزواج من محام أكبر سناً ولم يكن يرق لوالدتها لويز التي قالت إن ابنتها لا يمكنها الزواج من «محام مفلس». رفض أمها وغضبها من تحدي ابنتها لها، دفعها لحبسها في غرفة مظلمة صغيرة في علية منزلهم، حيث أبقتها معزولة لمدة 25 عاما. واصلت لويز مونييه وشقيقها مارسيل حياتهما اليومية، متظاهرتين بالحزن على اختفاء بلانش. لم يعرف أي من أصدقائها مكان وجودها، وتوفي المحامي الذي أرادت الزواج منه بشكل غير متوقع في عام 1885. في 23 مايو 1901، تلقى «المدعي العام لباريس» رسالة من مجهول، (كاتبها لا يزال مجهولاً)، كشفت عن السجن:
أنقذت الشرطة مونييه من ظروف مروعة، وجدوها مغطاة بفضلات أكل، وفي برازها، مع وجود حشرات حول السرير والأرضية، لا تكاد تزن حينها 25 كيلوغراماً (55 رطل).
وصف أحد رجال الشرطة حالة مونييه وسريرها على النحو التالي:
تم القبض على والدتها، ومرضت بعد ذلك بوقت قصير، وتوفيت بعد 15 يومًا بعد رؤية حشد غاضب يتجمع أمام منزلها. مثل شقيقها مارسيل مونييه أمام المحكمة، وأدين في البداية، لكن تمت تبرئته لاحقًا في الاستئناف، اعتُبر مارسيل مونييه عاجزًا عقليًا، ورغم انتقاد القضاة لخياراته، وجدوا أن «واجب الإنقاذ» لم يكن موجودًا في قانون العقوبات في ذلك الوقت مع وجود قاعدة كافية لإدانته.
بعد إطلاق سراحها من الغرفة، واصلت مونييه معاناتها من مشاكل الصحة العقلية. تم تشخيصها باضطرابات مختلفة، بما في ذلك فقدان الشهية العصابي، الفصام، الإستعرائية، والولع بالبراز. وسرعان ما أدى ذلك إلى دخولها مستشفى للأمراض النفسية في بلوة، فرنسا، حيث توفيت في نهاية المطاف في عام 1913 في غموض واضح.

## إرثها
في عام 1930، نشر أندريه جيد كتابًا عن الحادث، اسمه La Séquestrée de Poitiers (بالعربية: محبوسة بواتييه)، لم يغير سوى أسماء الأبطال. وفقًا لإيرفيه غويبيرت، كان لهذا الكتاب تأثير كبير على المفكر والفيلسوف الفرنسي ميشيل فوكو.

## روابط خارجية
- «لقد سجنت ابنتها، الفتاة المحتجزة في زنزانة لمدة خمس وعشرين سنة لأنها كانت صادقة مع حبيبها» نيويورك تايمز. 9 يونيو 1901. اطلع عليه في 12 أكتوبر 2017.